# 포고노돈
포고노돈(Pogonodon)은 올리고세 때 북아메리카에 출현한 님라비드과의 검치호랑이로, 체구는 재규어와 사자의 중간 정도이다. 당시 생태계의 최고 포식자로 추정된다.